# Grindhouse (Film)
Grindhouse ist ein US-amerikanisches Action-Horror-Thriller-Double Feature von den Regisseuren Robert Rodriguez und Quentin Tarantino aus dem Jahr 2007.
Grindhouses wurden Kinos in den Vereinigten Staaten der 1960er und vor allem 1970er Jahre genannt, die sich auf B-Movies spezialisiert haben und zwei Filme eines oder mehrerer Genres zusammen als eine Vorstellung im Doppelpack (bekannt als „Double Feature“) nach dem Motto „zwei zum Preis von einem“ zeigten. Die beiden Filme kamen daher im Paket am 6. April 2007 in die US-amerikanischen Kinos. Da die meisten Kinobesucher jedoch nicht mehr wussten, dass Grindhouse eine Doppelvorstellung ist, verließen angeblich viele Kinobesucher den Saal bereits nach dem ersten Film Planet Terror, ohne Tarantinos Death Proof gesehen zu haben. Aufgrund dessen, und weil man mit dem Oster-Wochenende einen ungünstigen Starttermin ausgesucht hatte, sind die Einspielergebnisse weit hinter den Erwartungen zurückgeblieben, und man entschloss sich, die beiden Filme in Europa getrennt zu zeigen.
Am 19. Juli kam Tarantinos Death Proof, am 2. Oktober Rodriguez’ Planet Terror in die deutschen Kinos. Diese beiden Versionen der Filme Planet Terror und Death Proof haben zusammen eine Laufzeit von 215 Minuten; die Laufzeit des Double Features Grindhouse beträgt nur 191 Minuten.
Aufgrund einer hohen Nachfrage der Grindhouse-Fans kam ein Jahr nach Veröffentlichung der ersten Auskopplung das ursprüngliche „Double Feature“ am 3. Juli 2008 erstmals auch in die deutschen Kinos.

## Planet Terror
→ Siehe Hauptartikel: Planet Terror

## Death Proof – Todsicher
→ Siehe Hauptartikel: Death Proof – Todsicher

## Fake-Trailer
Für den Film wurden verschiedene Trailer zu nicht existierenden Filmen erfunden, die von den Regisseuren Eli Roth, Rob Zombie, Edgar Wright und auch Robert Rodriguez selbst inszeniert wurden. Sie sind alle dem Exploitation-Genre zuzuordnen.

### Werewolf Women of the SS
Der Trailer spielt im Dritten Reich und handelt von Hitlers diabolischem Plan, eine Rasse von Superfrauen zu erschaffen, die sich in Werwölfe verwandeln. Der Titel spielt auf den Film Ilsa, She Wolf of the SS an.
Unter der Regie von Rob Zombie spielen unter anderem Nicolas Cage als Dr. Fu Manchu, Udo Kier als Kommandant des Todescamps 13 sowie Sheri Moon Zombie und Sybil Danning als SS-Schwestern Eva und Gretchen Krupp. In weiteren Rollen treten Tom Towles und Bill Moseley und die Wrestler Andrew „Test“ Martin und Vladimir Kozlov (Oleg Prudius) auf.

### Thanksgiving
Ein Serienmörder köpft bevorzugt seine Opfer bei Liebesszenen oder öffentlich. Der Trailer stammt von Regisseur Eli Roth, geschrieben wurde er von Roth und seinem Schulfreund Jeff Rendell. Vorbild ist die Halloween-Reihe. Zu den Darstellern gehören Rendell (als Killer) und Roth selbst sowie Jordan Ladd, Jay Hernández und Michael Biehn. 2023 erschien ein tatsächlich realisierter Spielfilm, verantwortet von Eli Roth.

### Don’t
Der unter der Regie von Edgar Wright entstandene Don’t ist inspiriert von Jorge Graus Splatterfilm Das Leichenhaus der lebenden Toten aus dem Jahr 1974. Zu den Darstellern gehören Jason Isaacs, Matthew Macfadyen, Katie Melua, Stuart Wilson und Lucy Punch sowie die Hauptdarsteller von Wrights Shaun of the Dead, Simon Pegg und Nick Frost. MyAnna Buring aus The Descent ist ebenfalls zu sehen. Der Sprecher ist Will Arnett.

### Machete
Machete handelt von einem mexikanischen Auftragskiller, gespielt von Danny Trejo, der sich rächt, nachdem er bei einem kriminellen Handel betrogen worden ist.
Die Hauptfigur stammt ursprünglich aus Rodriguez’ Spy Kids von 2001, wo Trejo einen Mann mit dem Spitznamen Machete spielt. Außerdem spielt der Trailer auf den Film Desperado von Rodriguez an, in dem Trejo den gleichen Wurfmessergurt trägt.
Dieser Trailer stammt von Robert Rodriguez und wurde als einziger Trailer in der aufgeteilten europäischen Fassung von Grindhouse gezeigt (direkt vor Planet Terror), und zwar in einer verlängerten Version. Weil Machete in den USA und Kanada so gut ankam, entschloss sich Rodriguez, daraus einen vollständigen Film zu erstellen. Machete lief am 3. September 2010 in den US-amerikanischen Kinos an. Neben Trejo sind u. a. Steven Seagal, Robert De Niro, Jessica Alba, Michelle Rodriguez, Jeff Fahey, Cheech Marin, Don Johnson, Tito Larriva und Lindsay Lohan als Darsteller zu sehen.

### Hobo with a Shotgun
Dieser Trailer war der Gewinner eines von Robert Rodriguez ausgeschriebenen Trailer-Wettbewerbs und stammt von den kanadischen Filmemachern Jason Eisener, John Davies und Rob Cotterill. Er ist nur auf manchen Kopien von Grindhouse enthalten und wurde größtenteils in Kanada, aber auch in wenigen US-amerikanischen Kinos gezeigt. Wie im Falle von Machete jedoch kam der gefakte Trailer so gut an, dass es Jason Eisener gestattet wurde, einen abendfüllenden Spielfilm zu drehen. Die Hauptrolle als rächender Hobo wurde hierfür mit Rutger Hauer besetzt.
Er handelt von einem Wanderarbeiter (Hobo), der sich für sein letztes Geld eine Schrotflinte kauft und als eine Art moderner Robin Hood loszieht und jedem eine Ladung Schrot verpasst, der ihm oder jemand anderem Unrecht tut.

## Hintergründe
- Die Dreharbeiten mit einem Budget von ca. 53 Millionen US-Dollar begannen am 20. März 2006 unter anderem in Austin und Luling in Texas. Weitere Drehorte befanden sich in Santa Clarita und Santa Ynez, Kalifornien in den Vereinigten Staaten. Der Film ist eine Co-Produktion von Dimension Films, A Band Apart, Rodriguez International Pictures, Troublemaker Studios und The Weinstein Company im Verleih von Senator International Films in Deutschland.
- Ursprünglich sollten beide Filme jeweils eine Lauflänge von 60 Minuten aufweisen, doch die Filme wurden letztlich länger. In Nordamerika waren beide Filme dennoch als Doppelfilm (aus B-Movies bekannt als Double-Feature) zusammen mit den falschen Trailern zu sehen, wie es ursprünglich auch geplant war. In den Ländern außerhalb Nordamerikas wurden jedoch beide Teile auf Wunsch der Produzenten und Regisseure nur als eigenständige Filme in die Kinos gebracht. Der Trailer zu Machete wurde dort vor Beginn von Planet Terror gezeigt, während Death Proof keine Trailer enthielt.

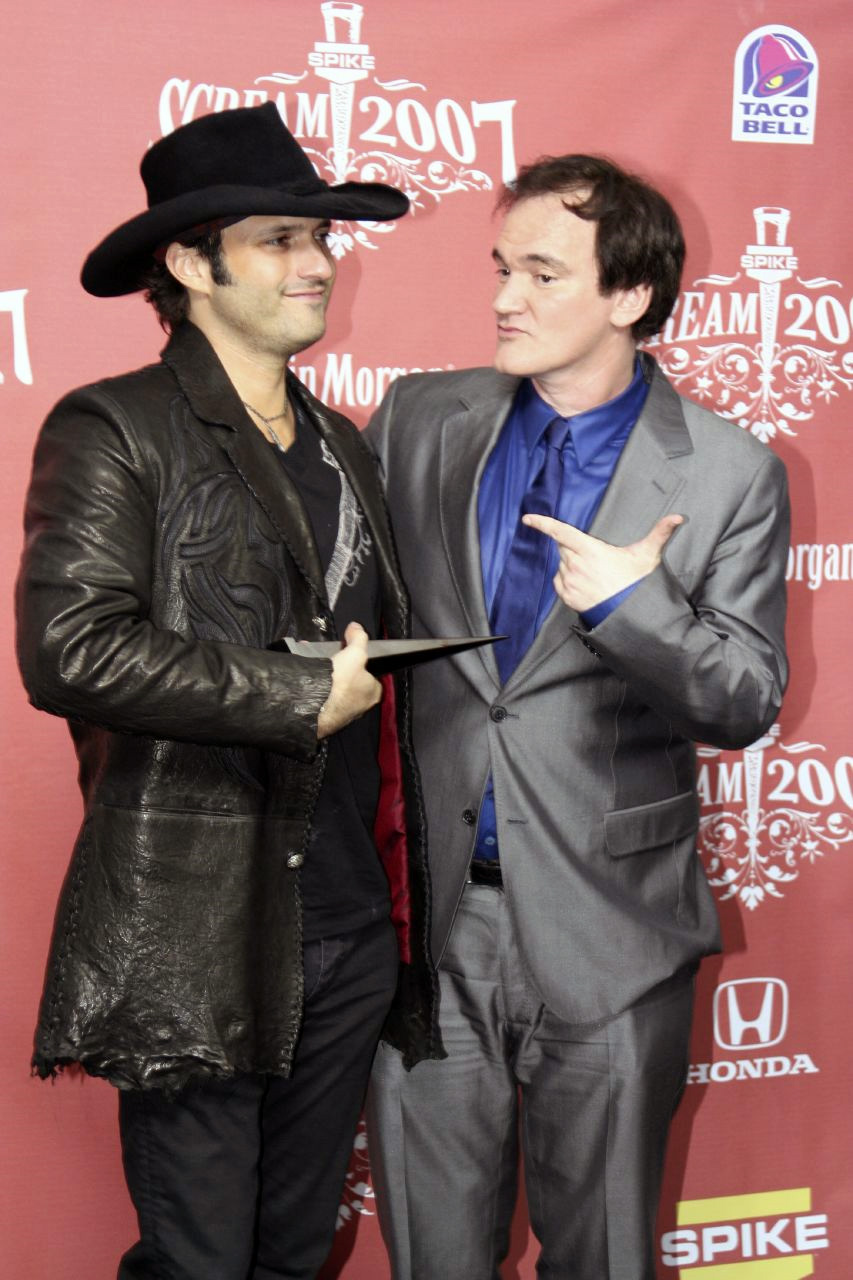
Rodriguez und Tarantino nach Erhalt ihrer Scream Awards in drei Kategorien.

- Nach Problemen mit der MPAA, die wegen extremer Gewalt- und Nacktszenen in den Trailern eine NC-17-Einstufung vergeben wollte und nur gegen Schnittauflagen ein R-Rating zugelassen hätte, wurde dem Film auf Drängen von Rodriguez und Tarantino nun doch ein Rated R gegeben. Hierfür wurde nur geringfügig geschnitten. Tarantino verlor Teile einer Unfallszene und Rodriguez Teile einer Gehirnfress-Szene.
- Planet Terror hat in Grindhouse eine Länge von ungefähr 80 Minuten. Die internationale Version des Films hat eine Länge von 102 Minuten und ist damit über 20 Minuten länger.
- Die Grindhouse-Fassung von Death Proof ist circa 90 Minuten lang, während die auch in Cannes gezeigte internationale Fassung eine Spieldauer von 113 Minuten hat, also ebenfalls über 20 Minuten länger ist.
- Rodriguez drehte wie auch alle anderen seiner Filme seit Spy Kids nicht mehr auf Film, sondern auf digitalen Kinokameras von Sony aus der HDCAM-Baureihe. Tarantino blieb bei Film, äußerte allerdings nun Interesse, auch digital zu arbeiten.
- Quentin Tarantino ist ein Muscle-Car-Fan. Viele der Muscle-Cars wurden daher aus bekannten Roadmovies entnommen, welche auch in Death Proof erwähnt werden. So fährt Stuntman Mike einen getunten und modifizierten 1971 Chevrolet Nova SS sowie einen 1969 Dodge Charger, bekannt aus den Filmen Bullitt (1968) und Kesse Mary – Irrer Larry (1974), beide in schwarzer Lackierung.[2] Die Mädels fahren einen gelben 1973 Ford Mustang Mach 1 aus dem Film Die Blechpiraten (Originaltitel: Gone in 60 Seconds, 1974), sowie bei einer Probefahrt einen weißen 1970 Dodge Challenger, bekannt durch das Roadmovie Fluchtpunkt San Francisco (1971). Stuntman Mikes Chevy Nova ist auf der Motorhaube mit einem weißen Totenkopf und zwei gekreuzten Blitzen, ähnlich dem Jolly Roger, lackiert. Des Weiteren ist bei beiden Wagen auf der Motorhaube die verchromte Rubber Duck montiert, eine Hommage an das Roadmovie Convoy (1978).
- Der Film enthält einige Anspielungen auf Tarantinos Kill Bill. So ertönt aus Abernathys Handy die Titelmelodie Twisted Nerve als Klingelton, Lee sitzt während des Telefonats auf einem Ford Mustang mit einem Little Pussy Wagon-Aufkleber. Zudem hat der Wagen dieselbe Farbgebung wie das Pussy Wagon genannte Fahrzeug, welches in Kill Bill gestohlen wird. Die Darstellerin der Zoë heißt Zoë Bell und spielt sich selbst – sie war die Stuntfrau für Uma Thurman in Kill Bill. Auch die Texas Rangers im Krankenhaus bilden eine Anspielung auf den ersten Teil von Kill Bill.
- Um die Anlehnung an alte B-Movies und Exploitation-Filme zu verstärken, enthält Grindhouse absichtliche Bildstörungen, Fehlschnitte und fehlende Filmrollen („Missing Reel“).

## Auszeichnungen (Auswahl)
- 2007 – Goldene Palme: Nominierung als Bester Film (Death Proof)
- 2007 – Scream Award für:
  - Beste Regie,
  - Bestes Drehbuch
  - Most Memorable Mutilation

## Soundtrack
→ Siehe: Planet Terror, Death Proof
Die beiden Soundtracks des Grindhouse-Double-Features sind am 26. und am 30. März 2007 unter den Namen Grindhouse – Planet Terror und Quentin Tarantino’s Death Proof als Audio-CD und Download erschienen. Vor allem Quentin Tarantinos 16 Stücke umfassendes Album ist mit vielen Hits aus den ‘60ern und ’70ern gespickt.

## DVD und Blu-ray
Vorerst wurden beide Einzelfilme auf DVD veröffentlicht. Erst am 4. März 2011 wurde das Doublefeature, also beide Filme mit allen Faketrailern in Deutschland auf DVD und Blu-ray veröffentlicht.